# 閒狼作家是美少女妖怪？
《閒狼作家是美少女妖怪？》（ばけらの！）是杉井光著作，赤人插畫的一部輕小說。中文版由尖端出版發行。

## 概要
以日本池袋為舞台，描寫一群非人類的輕小說作家生活的故事。大部分的登場人物都有實際存在的小說作家為原型。作品中的各種人物逸話以及物品在現實中也都存在。主要的角色都是二十歲以上的成年人，飲酒、柏青哥、麻將等話題也不斷出現。
作品世界中亦有發行本作的設定，第二卷小說中也有這樣的逸話出現。

## 故事簡介
杉井光是某個輕小說出版社出道的新人作家，獲獎時才知道出版社的作家們都是妖怪、而且還是美少女。現在小光與同是作家的飯綱和小翼住在同一所公寓：一個是沉迷股票、柏青哥、網絡遊戲的狼妖，一個是寫愛情喜劇作品的文弱座敷童少女。一起體驗充滿刺激的輕小說作家生活吧！

## 登場人物
杉井光
本作的主角（原型為作者自己），是一個人類，不過對靈體的障壁極度薄弱，對「靈性物質」毫無防備能力，可以自由進入布下結界的地方。擅長料理，經常為飯綱下廚。
葉隱飯綱
第一人稱是「僕」，和光同期獲獎的日本狼妖怪。生活上是一個沉迷網絡遊戲的廢人。熱衷股票和柏青哥，雖然虧損居多，不過都無意放棄。居住在光的鄰室，經常到光的房間長期逗留而成為半同居狀態。原型為和作者同期出道的支倉凍砂。
神無月翼
座敷童，光和飯綱的房東，第一人稱是「うち」，主要寫有點色色的愛情喜劇小說。原型為上月司。
風姬屍鬼
巨乳的食屍鬼，有「塑膠垃圾筒」稱號的大胃王。原型為風見周。
艾姆
每晚都會騙女生到賓館的夢魔，主要寫愛情喜劇小說。稱呼光為「辛吉司」（將「杉井光」反轉來唸變成「盧卡·辛吉司」（ルカ・ヒンギス））。經常說業界用語、倒語（將讀音次序反轉來唸）。原型為鈴木大輔。
黛亞理沙
關東廣域圈最強的陰陽師，光和飯綱的前輩作家，有著一頭金髮與豐滿的身材。原型為有澤真水。
男爵宇野
吸血鬼，有「池袋最猛」之稱。原型為。
鴻池ジン
札幌市薄野出身的玄武，原型為井上堅二。
お屋形さま
原型為鏡貴也。
香美
お屋形さま的秘書，外表年齡為20歲。
蝶妮子
光經常光顧的家庭式餐廳「デニの付くファミレス」的侍應，本名不詳，叫「蝶妮子」是因為餐廳的名字有「蝶妮」兩字。光等人的結界令普通的客人不能光顧，所以對他們的態度很差。

## 出版書籍

### 日文版
- （2008年9月16日發行、ISBN 978-4-7973-5061-6）
- （2009年1月16日發行、ISBN 978-4-7973-5268-9）

### 中文版
- 閒狼作家是美少女妖怪?! 1（2009年9月25日發行、ISBN 9789571041469）
- 閒狼作家是美少女妖怪?! 2（2010年4月13日發行、ISBN 9789571042572）